# Tour du Limousin 1990
La 23e édition du Tour du Limousin s'est déroulée du 15 au 18 août 1990, et a vu s'imposer le Français Martial Gayant.

## Classements des étapes
| Étape     | Date    | Villes étapes                           | Vainqueur d'étape | Equipe    | Leader du classement général | Équipe  |
| 1re étape | 15 août | Guéret - Guéret                         | Christian Chaubet | Toshiba   | Christian Chaubet            | Toshiba |
| 2e étape  | 16 août | Guéret - Saint-Yrieix-la-Perche         | Yves Bonnamour    | Castorama | Pascal Poisson               | Z       |
| 3e étape  | 17 août | Saint-Yrieix-la-Perche - Saint-Augustin | Bruno Cornillet   | Z         | Martial Gayant               | Toshiba |
| 4e étape  | 18 août | Tulle - Limoges                         | Jean-Cyril Robin  | Amateur   | Martial Gayant               | Toshiba |

## Classement final
| 1.  | Martial Gayant      | Toshiba      |
| 2.  | Bruno Cornillet     | Z            |
| 3.  | Laurent Pillon      | Histor Sigma |
| 4.  | Laurent Jalabert    | Toshiba      |
| 5.  | Jean-Philippe Dojwa | Amateur      |
| 6.  | Pascal Simon        | Castorama    |
| 7.  | Christophe Capelle  | Amateur      |
| 8.  | Jérôme Simon        | Z            |
| 9.  | Dominique Garde     | Castorama    |
| 10. | Oleg Logvine        | Lada         |